# Isaac Cofie
Isaac Cofie (Acra, 20 de septiembre de 1991) es un futbolista ghanés que juega de centrocampista.

## Clubes
| Club                   | País    | Año       |
| ---------------------- | ------- | --------- |
| Genoa C. F. C.         | Italia  | 2009-2010 |
| Torino F. C.           | Italia  | 2010-2011 |
| Piacenza Calcio        | Italia  | 2011      |
| U. S. Sassuolo Calcio  | Italia  | 2011-2012 |
| A. C. ChievoVerona     | Italia  | 2012-2013 |
| Genoa C. F. C.         | Italia  | 2013-2014 |
| A. C. ChievoVerona     | Italia  | 2014-2015 |
| Genoa C. F. C.         | Italia  | 2015      |
| Carpi F. C.            | Italia  | 2015-2016 |
| Genoa C. F. C.         | Italia  | 2016-2018 |
| Real Sporting de Gijón | España  | 2018-2019 |
| Sivasspor              | Turquía | 2019-2023 |
| Ümraniyespor           | Turquía | 2023-2024 |

## Palmarés

### Títulos nacionales
| Título          | Club      | País    | Año  |
| --------------- | --------- | ------- | ---- |
| Copa de Turquía | Sivasspor | Turquía | 2022 |